# Crotalaria trifoliolata
Crotalaria trifoliolata är en ärtväxtart som beskrevs av Baker f.. Crotalaria trifoliolata ingår i släktet sunnhampor, och familjen ärtväxter. Inga underarter finns listade i Catalogue of Life.